# Isala Van Diest
Isala Van Diest (Lovanio, 7 maggio 1842 – Knokke, 6 febbraio 1916) è stata una medica e attivista belga.
Fu la prima belga a ottenere un diploma universitario e a diventare medica. Insieme a Marie Popelin fonda nel 1892 la prima associazione femminista del Belgio, la Ligue belge du droit des femmes.

## Biografia
Anne Catherine Albertine Isala Van Diest, meglio conosciuta come Isala Van Diest, è la quartogenita di sette figli. Il padre, Pierre Joseph Van Diest, è chirurgo, sua madre Élisabeth Victoire Génie si dedica molto alla cura dei figli e a stimolarli intellettualmente. Isala e i suoi fratelli crescono in una famiglia di larghe vedute. Il suo desiderio di seguire le orme paterne e diventare medico viene assecondato da entrambi i genitori che la inviano a studiare a Berna, in modo che possa ottenere il diploma di studi classici (humanités complètes en latin grec) indispensabile per potersi poi iscrivere a medicina. Al suo rientro in patria cerca d'iscriversi all'Università Cattolica di Lovanio, ma la sua domanda è rifiutata in quanto donna. Decide di ritornare in Svizzera dove ottiene la laurea in medicina nel 1879. Rientrata in Belgio si scontra con la burocrazia che non vuole riconoscere la sua laurea elvetica. Decide di andare a praticare presso il New Hospital for Women di Londra, primo ospedale per donne gestito da medici donne e fondato da Elizabeth Garrett Anderson. Rientrata dopo due anni, s'iscrive all'Université libre de Bruxelles e ripete il corso di medicina, ora aperto anche alle donne. È comunque costretta a entrare in aula da una porta laterale e l'ostracismo di alcuni studenti giunge fino al getto di pietre.
Si laurea nel 1883 e il 24 novembre 1884 un decreto reale l'autorizza a praticare la medicina e ad aprire un gabinetto a Bruxelles. Isala Van Diest ha 42 anni. Sensibile alle ingiustizie di cui sono vittime, crea un centro di accoglienza per le prostitute chiamato "Le refuge". Partecipa inoltre al movimento internazionale contro la prostituzione. I suoi contatti con le femministe britanniche, sviluppati durante i due anni di soggiorno a Londra, la spingono nel 1892 a creare con Marie Popelin la prima associazione femminista del Belgio, la Ligue belge du droit des femmes.
Nel 1902, affetta da una patologia agli occhi, si ritira sulla costa belga a Knokke, dove muore nel 1916.

## Riconoscimenti
- 1914 - La città di Anversa la nomina presidente onorario per la sezione "Université et laboratoire" dell'esposizione "La Femme Contemporaine".[5]
- 2011 - La Banca nazionale del Belgio conia una moneta di 2 euro commemorativi con la sua effigie e quella di Marie Popelin.
- 2020 - La città di Bruxelles le dedica una strada.[6] Anche la città di Liegi e Gant le hanno dedicato una strada.
- 2020 - L'Università di Anversa le dedica un progetto per studiare il microbioma vaginale.[7]
- 2021 - In occasione della Giornata internazionale per l'eliminazione della violenza contro le donne il motore di ricerca Google le ha reso onore disegnando la sua effigie sulla pagina iniziale belga.[8]